# Debora Agreiter
Debora Agreiter (Bressanone, 25 febbraio 1991) è un'ex fondista italiana.

## Biografia
Nata a Bressanone, in Alto Adige, nel 1991, ha partecipato alle prime gare internazionali nel 2007, a 16 anni.
Nel 2008 ha partecipato ai Mondiali juniores di Malles Venosta, arrivando 29ª nella 10 km e 11ª nella staffetta 4x3.3 km. L'anno successivo, a Praz de Lys-Sommand, in Francia, ha terminato 10ª nella 5 km, 30ª nella 10 km e 8ª nella staffetta 4x3.3 km. Nel 2010 a Hinterzarten, in Germania, ha chiuso invece 9ª nella 10 km e 9ª nella staffetta 4x3.3 km. Nel 2011 a Otepää, in Estonia, è stata, infine, 23ª nella 5 km, 15ª nella 10 km e 8ª nella staffetta 4x3.3 km.
Il 12 marzo 2011 ha debuttato in Coppa del Mondo a Lahti, in Finlandia, nella 10 km. 
Nel 2012 è stata campionessa italiana della 30 km. Nello stesso anno ha preso parte ai Mondiali Under-23 di Erzurum, in Turchia, vincendo l'argento nello skiathlon 15 km e arrivando 8ª nella 10 km. Nella stessa competizione, l'anno successivo a Liberec, in Repubblica Ceca, ha vinto due medaglie, un altro argento nello skiathlon 15 km e un bronzo nella 10 km. 
Nel 2013 ha partecipato per la prima volta ai Mondiali senior, in Val di Fiemme, ottenendo come miglior risultato l'8ª posizione nella staffetta 4x5 km e partecipando anche alla 10 km, conclusa al 16º posto, allo skiathlon 15 km, terminato in 31ª posizione e alla 30 km, chiusa al 24º posto. Nello stesso anno ha ottenuto i migliori piazzamenti in Coppa del Mondo: un 46º posto in Coppa del Mondo di sci di fondo e un 36º in Coppa del Mondo di distanza.
Sempre in Val di Fiemme ha preso parte ai Mondiali Under-23 del 2014, arrivando 4ª nello skiathlon 15 km e 19ª nella 10 km.
A 22 anni ha partecipato ai Giochi olimpici di Soči 2014, in 2 gare: la 15 km skiathlon, dove è arrivata 28ª in 41'04"8 e la 30 km, conclusa al 16º posto in 1h12'58"5.
A fine 2017 ha annunciato il ritiro dall'attività agonistica.

## Palmarès

### Coppa del Mondo
- Miglior piazzamento nella Coppa del Mondo di sci di fondo: 46ª nel 2013.
- Miglior piazzamento nella Coppa del Mondo di distanza: 36ª nel 2013.